# 砷化合物
砷可與多種元素組成化合物並帶有毒性，如俗稱砒霜的三氧化二砷({\displaystyle {\ce {As2O3}}})，稱作雌黃的三硫化二砷({\displaystyle {\ce {As2S3}}})等。

## 毒性及危害

### 對人體的傷害
大多砷化合物會被人體吸收或代謝並產生毒性。三價砷化合物({\displaystyle {\ce {As^3+}}})毒性較五價砷化合物({\displaystyle {\ce {As^5+}}})強 。不論是接觸或吸食，都可引起不良反應。
- 有機砷化合物比起無機砷化合物毒性低。攝取砷化合物可能引起腹瀉和腎臟傷害。
- 攝入無機砷或砷元素可能導致罹患各種癌症的風險增加。[3][4]

砷進入人體後破壞細胞的代謝能力，使機能受損，甚至死亡。

### 對環境的污染
對砷的開採，冶煉, 或用砷作原料的工業產品都有機會產生砷化合物，造成污染。而污染物有機會進入大氣，土壤等，影響地球上生物。

### 謠言
古人認為以銀針與砒霜(即三氧化二砷)接觸會變黑，並以此作試毒。但銀針變黑的根本原因是銀與硫反應產生了黑色的硫化銀 :
{\displaystyle {\ce {2Ag + S -> Ag2S}}}
而硫的存在是因古代制毒技術粗略，使制砒霜時摻雜了硫和硫化物，而並非砷與銀發生反應。

## 用途

### 工業用途
無機砷化合物可用於保存木材，有機砷化合物則可用於作殺蟲劑。

### 醫療用途
灑爾佛散 （英語：Arsphenamine)，可用於治療梅毒。後來逐漸被青黴素取代。